# 岳东镇
岳东镇，是中华人民共和国四川省广元市苍溪县下辖的一个乡镇级行政单位。

## 行政区划
岳东镇下辖以下地区：
岳东社区、文林社区、青狮村、平顶村、守垭村、三塘村、老树村、药柏村、云寨村、青龙村、红碑村、解元村、金银村、石庙村、长岗村、尖包村、新路村、班竹村、文坪村、新华村、神马村、勇士村、双柏村、文水村、天山村、合力村、太阳村和两利村。